# Коллегиум музикум

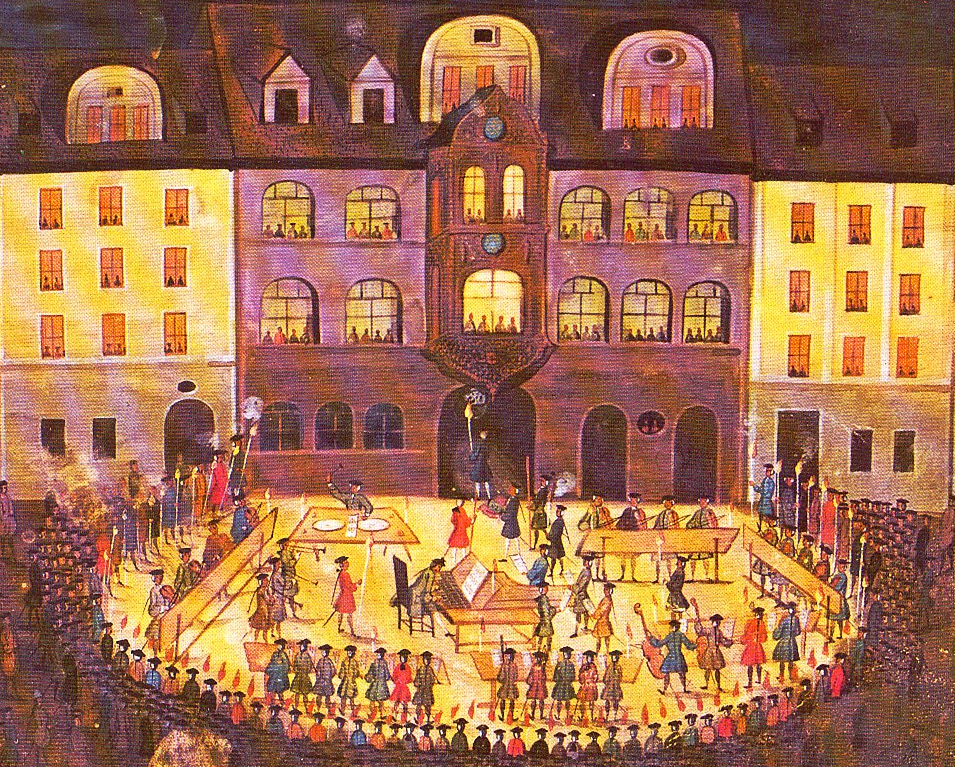
Коллегиум музикум. Йена. 1744

Коллегиум музикум (лат. Collegium Musicum) — общества, собиравшиеся для коллективного музицирования и прослушивания музыки.
Общества зародились в XVI—XVII веках в некоторых европейских странах, особенно характерны они для Германии.
В раннем периоде развития Коллегиум музикум имели в своём репертуаре в основном вокальную церковную музыку. Среди первых обществ Collegium Musicum в городах Торгау (создано около 1568 года), Вернигероде (1588), Цюрих (1613), Прага (1616), Санкт-Галлен (1620), Бремен (1621).
Георг Филипп Телеман принимал активное участие в работе таких обществ и активизировал их работу в Лейпциге (1702), Франкфурте-на-Майне (1713), Гамбурге (1722).